# Liste der Naturdenkmäler in Volkmarsen
Die Liste der Naturdenkmäler in Volkmarsen nennt die in der Stadt Volkmarsen im Landkreis Waldeck-Frankenberg in Hessen gelegenen Naturdenkmäler.
Sie sind nach den §§ 28, 22 des Hessischen Gesetzes über Naturschutz und Landschaftspflege sowie § 12 des Hessischen Ausführungsgesetzes zum Bundesnaturschutzgesetz geschützt.
| Bild                          | Bezeichnung                                   | Ortsteil, Lage                            | Beschreibung | Art         | Nr.      |
| ----------------------------- | --------------------------------------------- | ----------------------------------------- | --- | ----------- | -------- |
| BW                            | Eiche „Wiesenberg“                            | Ehringen 51° 23′ 12,8″ N, 9° 8′ 44,3″ O   | Stattlicher Solitärbaum am „Wiesenberg“. | Eiche       | 19 001   |
| BW                            | Kirchenlinde                                  | Ehringen 51° 22′ 51,7″ N, 9° 8′ 57,7″ O   | Kirchenlinde auf dem Schulplatz vor der Kirche. | Linde       | 19 002   |
| BW                            | Friedenseiche                                 | Ehringen 51° 22′ 52,5″ N, 9° 8′ 46,3″ O   | Baum vor der Schule, der zur Erinnerung an die Gründung des Deutschen Reiches 1871 gepflanzt wurde (auch Kaisereiche genannt).                                                                                     | Eiche       | 19 003   |
| BW                            | Hermelied-Bruch                               | Ehringen 51° 22′ 15,1″ N, 9° 8′ 47,1″ O   | 1,65 Hektar großes Gebiet ca. 1 km nördlich Ehringen mit geologisch bedeutsamen Aufschluss. | Aufschluss  | 19 004   |
| BW                            | Altbuchen mit Eichenbaumreihe am „Wiesenberg“ | Ehringen 51° 23′ 20,7″ N, 9° 8′ 42,6″ O   | 1,1 Hektar großes Gebiet am „Wiesenberg“ am nördlichen Ortsrand von Ehringen. Zwei mächtige alte Buchen und eine alte Eichen-Baumreihe.                                                                            |             | 19 005   |
| BW                            | Friedhofslinden                               | Hörle 51° 26′ 31,6″ N, 9° 4′ 12,1″ O      | Zwei mächtige Linden am nördlichen Eingang zum Friedhof. | Linde       | 19 006   |
| Fotos hochladen               | Steinbruch „Lammesberg“                       | Külte 51° 23′ 40,4″ N, 9° 5′ 1,3″ O       | 2,10 Hektar großes Gebiet auf dem „Lammesberg“ ca. 800 m südlich von Külte. Geologisch bedeutsamer Aufschluss der tertiären Vulkanite.                                                                             |             | 19 007   |
| Fotos hochladen               | Steinbruch „Hakenberg“                        | Külte 51° 23′ 35,3″ N, 9° 4′ 29,8″ O      | 0,67 Hektar großer geologisch wichtiger Aufschluss ca. 800 m südlich von Külte. |             | 19 008   |
| BW                            | Altbäume „Bickersbusch“                       | Külte 51° 24′ 19,2″ N, 9° 2′ 47″ O        | Drei mächtige Altbäume (zwei Eichen und eine Buche) am "Bickersbusch" ca. 1,5 km nordwestlich von Külte. |             | 19 009   |
| Fotos hochladen               | Wollgrasmoor Külte                            | Külte 51° 24′ 49,9″ N, 9° 2′ 57,7″ O      | 1,05 Hektar großes Wollgrasmoor ca. 1,5 km südlich von Herbsen. |             | 19 010   |
| Fotos hochladen               | Marksteinklippe                               | Külte 51° 23′ 46,5″ N, 9° 1′ 53,7″ O      | 1,15 Hektar großes Gebiet mit Sandsteinklippen im Tiergarten ca. 1,5 km nordöstlich von Bad Arolsen. |             | 19 011   |
| BW                            | Felsenlandschaft „Tentenberg“                 | Lütersheim 51° 22′ 52″ N, 9° 6′ 43″ O     | 3,33 Hektar großer wertvoller geologischer Aufschluss ca. 1 km nördlich von Lütersheim. |             | 19 012   |
| Fotos hochladen               | Felsenlandschaft „Hollenkammer“               | Lütersheim 51° 22′ 45,5″ N, 9° 6′ 58,3″ O | 4,33 Hektar großer wertvoller geologischer Aufschluss ca. 600 m nördlich von Lütersheim. |             | 19 013   |
| Fotos hochladen               | Baumgruppe „Weisses Haus“                     | Volkmarsen 51° 26′ 24″ N, 9° 8′ 25,1″ O   | 0,35 Hektar großes Gebiet. Baumgruppe ca. 3,5 km nordöstlich von Volkmarsen an historisch bedeutsamer Stelle im Wittmarwald am Försterhäuschen „Weisses Haus“.                                                     |             | 19 014   |
| Fotos hochladen               | Baumgruppe „Wittmarkapelle“                   | Volkmarsen 51° 26′ 3,8″ N, 9° 7′ 20″ O    | Eine Kastanie und zwei Linden auf dem Kirchhof der Wittmarkapelle ca. 2 km nördlich von Volkmarsen. |             | 19 015   |
| Fotos hochladen               | Sommerlinden „Medericher Kapelle“             | Volkmarsen 51° 25′ 32,1″ N, 9° 4′ 43,5″ O | Baumgruppe aus sechs Sommerlinden an der „Medericher Kapelle“ nordwestlich von Volkmarsen. | Sommerlinde | 19 016   |
| Fotos hochladen               | Winterlinde „Wetter-Kapelle“                  | Volkmarsen 51° 23′ 34,7″ N, 9° 5′ 39,6″ O | Solitärbaum in der Nähe der „Wetter-Kapelle“ südwestlich von Volkmarsen. | Winterlinde | 19 017   |
| mehr Fotos \| Fotos hochladen | Felsenlandschaft „Katte-Kurts-Klippe“         | Volkmarsen 51° 23′ 1,4″ N, 9° 6′ 29,9″ O  | 3,67 Hektar großes Gebiet ca. 1,5 km nördlich von Lütersheim. Wertvoller, geologisch interessanter Aufschluss unterhalb des Taleinschnittes "Huckershöhle".                                                        |             | 19 018   |
| mehr Fotos \| Fotos hochladen | Felsenlandschaft „Huckershöhle“               | Volkmarsen 51° 23′ 15,5″ N, 9° 6′ 31,6″ O | 4,42 Hektar großes Gebiet ca. 2 km südwestlich von Volkmarsen. Wertvoller, geologisch interessanter Aufschluss im Taleinschnitt „Huckershöhle“ -Wattertal.                                                         |             | 19 019   |
| Fotos hochladen               | „Scharfer Stein“                              | Volkmarsen 51° 24′ 44″ N, 9° 7′ 43,6″ O   | 0,82 Hektar großes geologisches Vorkommen mit zwei Magerrasenbiotopen am Kugelsberg, ca. 120 m südlich der „Kugelsburg-Ruine“.                                                                                     |             | 19 020-1 |
| BW                            | „Scharfer Stein“                              | Volkmarsen 51° 24′ 49,2″ N, 9° 7′ 57,4″ O | 0,82 Hektar großes geologisches Vorkommen mit zwei Magerrasenbiotopen am Kugelsberg, ca. 150 m östlich der „Kugelsburg-Ruine“.                                                                                     |             | 19 020-2 |
| BW                            | Trockenrasen „Petersberg“                     | Volkmarsen 51° 25′ 33,5″ N, 9° 7′ 44,1″ O | 2,32 Hektar großes Gebiet südlich am „Petersberg“ ca. 1,6 km nordöstlich von Volkmarsen. Ein wissenschaftlich wertvolles Geotop sowie ein Trockenrasenbiotop mit Enzian- und Orchideenvorkommen.                   |             | 19 021   |
| Fotos hochladen               | Sandklippen „Wetter-Kapelle“                  | Volkmarsen 51° 23′ 35,1″ N, 9° 5′ 30,9″ O | 0,71 Hektar großes Gebiet an der „Wetterkapelle“, ca. 1 km nordöstlich von Neu-Berich. Schutz seltener Arten des Silikatmagerrasens wie Bergsandglöckchen, Vogelfuß, Bauernsenf und Filzkraut und der Sandklippen. |             | 19 022   |
| Fotos hochladen               | Kalkmagerrasen „Hoher Steiger“                | Volkmarsen 51° 25′ 17,1″ N, 9° 8′ 52,1″ O | 1,28 Hektar großes Gebiet mit Magerrasen am „Hohen Steiger“ ca. 2 km nordöstlich von Volkmarsen. |             | 19 023   |
| Fotos hochladen               | Eiche „Esseberg“                              | Volkmarsen 51° 25′ 8,5″ N, 9° 8′ 19,9″ O  | Großer, gleichmäßiger Kugelbaum am Ostrand des „Esseberg“ nördlich von Volkmarsen. | Eiche       | 19 024   |
| Fotos hochladen               | Linde Marktplatz                              | Volkmarsen 51° 24′ 46″ N, 9° 6′ 53,2″ O   | Alte Linde auf dem Marktplatz. | Linde       | 19 025   |